# For Her Brother's Sake (film, 1911, Ince)
Pour les articles homonymes, voir For Her Brother's Sake.
Pour plus de détails, voir Fiche technique et Distribution.
For Her Brother's Sake est un film muet américain réalisé par Thomas H. Ince, sorti en 1911.

## Fiche technique
- Titre : For Her Brother's Sake
- Réalisation : Thomas H. Ince
- Scénario : Herbert Brenon
- Producteur : Carl Laemmle
- Société de production : Independent Moving Pictures Co. of America (IMP)
- Société de distribution : Motion Picture Distributors and Sales Company
- Pays de production :  États-Unis
- Langue : film muet avec les intertitres en anglais américain
- Métrage : 300 m (1 bobine)
- Format : Noir et blanc — 35 mm — 1,33:1 — Muet
- Genre : Film dramatique
- Durée : 10 minutes
- Date de sortie : 
  - États-Unis : 11 mai 1911

## Distribution
- Mary Pickford : Madge Spotwood
- Owen Moore : Owen Spotwood
- Jack Pickford
- Thomas H. Ince

## Autour du film
- Deux autres films ont été produits la même année avec le même titre, l'un avec Maurice Costello, l'autre de et avec George Melford.